# Timbre personnalisé
Un timbre personnalisé ou personnalisable est un timbre-poste illustré ou accompagné d'une vignette illustrée par un dessin ou une photographie choisis par un particulier, une association ou une entreprise non gouvernementale. Les entreprises assurent ainsi leur promotion sur courrier ; les particuliers peuvent annoncer d'heureux événements dès l'enveloppe.
Mais son histoire à de longs antécédents, avant qu'une première poste n'y ouvre ses portes. Déjà dans les années soixante et jusqu'en 1997, d'excellents dessinateurs, philatélistes avertis, s'adonnaient à la reproduction de timbres-poste, quand il n'en créaient pas de totalement originaux. La reproduction était pénalement répréhensible, au même titre que la reproduction de billets de banque. 
C'est en 1997, qu'en Suisse, M. Yves Oppliger a développé les premiers timbres-poste personnalisés en collaboration avec la direction générale des postes helvétiques ainsi que son ministre de tutelle, le conseiller fédéral M. Moritz Leuenberger. Les timbres, prédécoupés au format officiel avec une gomme naturelle pour le collage, étaient directement imprimés à l'aide d'une imprimante laser couleur de très haute performance, à l'époque une Lexmark Optra C+, pour sa capacité de micro-écriture à 50 microns. Courant 1999, la direction générale des postes décide de donner le fruit du produit réalisé à une société de la région lausannoise, en Suisse, qui exploitera l'idée sous le nom de "timbres du millénium", puis exploité par les postes elles-mêmes dès 2001. 
Ces timbres sont vendus plus chers que leur valeur faciale par l'administration postale qui assure l'impression de l'image. Les catalogues cotent généralement mieux ces timbres à cause de la rareté de chaque type de personnalisation.
Pour contenter les collectionneurs, plusieurs administrations postales vendent des timbres personnalisés avec des vignettes standard assurant la promotion de leurs services.

## En Afrique du Sud
Pour présenter son service de timbres personnalisés, la poste sud-africaine a émis en 2001 un feuillet de 20 timbres en série limitée, chaque timbre se-tenant aux photographies des candidats d'un jeu de télé-réalité, Gladiator, diffusé sur la chaîne de télévision MTN.

## En Autriche
En Autriche, depuis 2003, la poste autrichienne (Österreichische Post AG) vend des timbres personnalisés sous le nom commercial Meine Marke (« mes timbres » en allemand). L'acheteur choisit parmi des formats, fournit la photographie et une mention. Le timbre est conçu pour afficher en plus les mentions du pays et de la valeur faciale. Selon le nombre d'exemplaires commandés, jusqu'à plusieurs milliers, le prix est environ plus du double de la faciale.
Début 2005, à la suite de l'annulation de l'émission d'un timbre dans le cadre du programme philatélique autrichien, un militant autrichien des droits de l'homme a commandé plus de 20 000 timbres personnalisés à l'effigie du 14e Dalaï Lama pour son 70e anniversaire. Cette commande médiatisée a été annulée à la suite de pressions de l'ambassade de la République populaire de Chine qui avait déjà obtenu l'annulation de l'émission officielle.

## Aux États-Unis
Aux États-Unis, la vente de timbres sur internet est autorisée à certaines entreprises privées par US Postal : les particuliers et entreprises peuvent imprimer des étiquettes d'affranchissement comprenant un code-barres. L'une d'entre elles a défrayé la chronique en obtenant le droit d'émettre des timbres personnalisés en 2004.

### L'expérience de l'été 2004
Pendant l'été 2004, la société de Los Angeles Stamps.com obtient le droit de vendre des timbres personnalisés par des photographies de ses clients. Rapidement, un scandale survient quand The Smoking Gun, un site satirique, annonce qu'il a pu commander des planches de vingt timbres aux effigies des époux Rosenberg, de Jimmy Hoffa, Ted Kaczynski alias Unabomber, de la robe tachée de sperme de Monica Lewinsky, de Slobodan Milošević et de Nicolae Ceaușescu. 
L'annonce par United States Postal Service du refus de voir l'expérience se prolonger crée une spéculation pour ces timbres personnalisés due :
- à un faible tirage pour ce pays : 2,7 millions d'exemplaires en tout répartis sur les 7 valeurs faciales disponibles (dont 2,8 millions pour les 37 cents de la lettre simple),
- au prix de vente de ces feuilles de 20 timbres vendus au plus du double de la faciale, soit 16,99 dollars pour la feuille de 37 cents, et 150 dollars pour celle à 3,85 dollars (7 380 timbres en tout).

D'après le magazine français Timbres magazine d'avril 2005, il y a eu deux utilisations assez exceptionnelles de ces timbres en philatélie thématique :
- vingt enveloppes ont été affranchies d'un timbre portant la photographie de la base Amundsen-Scott et expédiées par le service postal habituel depuis l'Antarctique,
- le marchand de timbres Henry Gitner a acheté des timbres illustrés de la comète de Halley pour profiter d'une vogue thématique chez certains philatélistes. Il les a d'abord cédés au double du prix d'achat avant de les vendre à fort prix au moment de la spéculation.

### La deuxième expérience en 2005
Le 26 avril 2005 (voir), US Postal autorise trois compagnies, Endicia, Stamps.com et Pitney Bowes à en émettre pour un essai d'un an. Cependant, l'administration postale renforce et explicite le règlement : 
- sur la propriété des images, les clients doivent bien en posséder les droits d'utilisation ,
- sur les sujets imprimés, les trois entreprises sont responsables des choix.

## En France
1998-2013
La société Identytimbre.com dépose un brevet de fabrication et édite pour la première fois en France des timbres-vignettes personnalisés sur papier gommé à coller à côté du timbre poste. C'est le premier service à éditer des timbres en très petites quantités rendant le produit accessible au grand public (matrice de 25 timbres). La poste refuse tout partenariat arguant d'impossibilités juridiques avant de lancer son propre produit !

### 2000-2007
De novembre 2000 à octobre 2007, La Poste vend sous la marque Timbres-poste personnalisés (TPP) par feuille de dix des timbres se-tenant à des vignettes personnalisables. Le prix est d'un peu moins de deux fois la valeur faciale. Les clients passent commande par le site internet dédié et doivent disposer d'une version numérique de l'image souhaitée.
Les types de timbres proposés ont été des timbres de célébration (anniversaire, félicitations, etc., dits « semi-permanents »), la série d'usage courant Marianne. Ces types ont ainsi pu exister dans des versions différentes de celle du programme philatélique : autocollante au lieu de gommée, etc.
Des feuilles à vignettes pré-personnalisées ont également été vendues avec les logotypes de Phil@poste (la Cérès de Barre et celui de TPP), ou des messages de vœu (Saint-Valentin, fin d'année). Elles sont vendues à un prix supérieur à la valeur faciale alors qu'elles sont déjà pré-personnalisées.

### Depuis 2007
Le 29 octobre 2007, le service MonTimbraMoi se substitue totalement à l'ancien. L'illustration du timbre est désormais entièrement personnalisable par le client, toujours par l'entremise d'un site internet. 
Les bordures avec les mentions postales (pays, « La Poste », valeur) et les éléments de sécurité (bande imprimée de couleur et numéro de la commande) sont imprimées en héliogravure. Le client choisit la taille de feuille (dix ou trente timbres) et la valeur d'usage.
Un « site de collectionneurs » recense les diverses émissions pour chaque région.